# 梨原靖夫
梨原 靖夫（なしはら やすお、旧姓：生駒、1955年7月12日 - ）は、日本のハンドボール選手。奈良県出身。ロサンゼルスオリンピックハンドボール全日本男子代表。

## 来歴
奈良県立生駒高等学校、京都産業大学出身。
卒業後、湧永製薬に入社。同社ハンドボール部（ワクナガレオリック）に所属。全日本では、1984年のロサンゼルス五輪代表に選ばれている。
2009年現在、生駒オークスに所属。